# Rudolf Augstein
Rudolf Augstein (ur. 5. studenog 1923. u Hannoveru - 7. studenog 2002. u Hamburgu), je njemački novinar.
Godine 1947. osnovao je politički tjednik Der Spiegel. Bio je i njegov izdavač.